# Dżalal Hosejni
Sejjed Dżalal Hosejni (per. جلال حسينی; ur. 3 lutego 1982 w Bandar-e Anzali) – irański piłkarz występujący na pozycji obrońcy w drużynie Persepolis FC.

## Kariera piłkarska
Dżalal Hosejni jest wychowankiem klubu Malawan. Do pierwszej drużyny został włączony w sezonie 2004/2005. Po roku przeszedł do zespołu Saipa Karadż. W sezonie 2006/2007 wywalczył z kolegami pierwsze miejsce w rozgrywkach Pucharu Zatoki Perskiej. Został także wybrany najlepszym irańskim obrońcą, według Football Iran News & Events. Ten sam tytuł uzyskał w kolejnym sezonie. W 2009 odszedł z drużyny Saipa i podpisał kontrakt z zespołem Sepahan Isfahan. Następnie grał w takich klubach jak: Persepolis FC, Al Ahli, Naft Teheran, a w 2016 wrócił do Persepolis.
Dżalal Hosejni w 2007 zadebiutował w reprezentacji Iranu. Wystąpił w dwóch edycjach Pucharu Azji: w latach 2007 i 2011.

### Sukcesy

#### Saipa
- Zwycięstwo
  - Puchar Zatoki Perskiej: 2007

#### Sepahan
- Zwycięstwo
  - Puchar Zatoki Perskiej: 2010

#### Indywidualne
- 2006/2007: irański obrońca roku według Football Iran News & Events
- 2007/2008: irański obrońca roku według Football Iran News & Events